# Žim
Žim (en allemand : Schima) est une commune du district de Teplice, dans la région de Hradec Králové, en Tchéquie. Sa population s'élevait à 204 habitants en 2021.

## Géographie
Žim se trouve à 12 km au sud-est de Teplice, à 11 km au sud-ouest d'Ústí nad Labem et à 66 km au nord-ouest de Prague.
La commune est limitée par Řehlovice au nord, par Habrovany au nord-est, par Řehlovice à l'est, par Velemín au sud et par Bořislav à l'ouest.

## Histoire
La première mention écrite de la localité date de 1352.

## Administration
La commune se compose de deux quartiers :
- Žim
- Záhoří

## Transports
Par la route, Žim se trouve à 14 km d'Ústí nad Labem, à 15 km de Teplice et à 76 km de Prague.